# Stéphane Caristan
Stéphane Caristan (* 31. Mai 1964 in Créteil) ist ein ehemaliger französischer Leichtathlet. Bei einer Körpergröße von 1,87 m betrug sein Wettkampfgewicht 77 kg.
Caristans Vater stammte von der Insel Martinique. Sein Bruder Alain war Stabhochspringer, seine Schwester Chantal Hürdenläuferin. Stéphane war der erfolgreichste in der Familie. 
1984 nahm er an den Olympischen Spielen in Los Angeles teil und belegte in 13,71 Sekunden Platz 6 im 110-Meter-Hürdenlauf. Bei den Hallenweltspielen 1985 in Paris-Bercy gewann er den 60-Meter-Hürdenlauf in 7,67 Sekunden mit zwei Hundertstelsekunden Vorsprung auf den Spanier Javier Moracho. 
1986 lief Stéphane Caristan die beiden besten Rennen seiner Karriere. Er gewann bei den Europameisterschaften in Stuttgart das Halbfinale in Europarekordzeit von 13,28 Sekunden. Im Finale steigerte er sich dann auf 13,20 Sekunden und gewann mit 0,22 Sekunden Vorsprung auf Arto Bryggare. Bei den Hallenweltmeisterschaften 1987 gewann er in 7,62 Sekunden Silber, hatte aber auf Tony Campbell (USA) 0,11 Sekunden Rückstand.
Kurz darauf musste sich Caristan am rechten Knie operieren lassen und erreichte nie wieder die Konstanz von 1986. Überraschend gab er 1991 seinen Einstand im 400-Meter-Hürdenlauf. In Barcelona erreichte er 1992 sogar den olympischen Endlauf und wurde Siebter mit persönlicher Bestzeit von 48,86 Sekunden.
Caristan war von 1983 bis 1986 französischer Meister über 110 Meter Hürden und 1992 über 400 Meter Hürden.